# Cerro del Bolsón
El cerro del Bolsón es una montaña del noroeste de la Argentina, en la provincia de Tucumán. Con una altitud de 5552 m s. n. m., es el punto más alto de la cordillera del Aconquija, situada al este de la región de la Puna de Atacama y perteneciente a las sierras Pampeanas. 
El cerro del Bolsón es notable por su gran prominencia —3252 m—, la 69.ª en el mundo.
- Datos: Q5065016